# Лідія (ураган, 2023)
Ураган «Лідія» (англ. Hurricane Lidia) – потужний ураган 4 категорії, який став п'ятим за найсильнішим ураганом у Тихому океані під час виходу на берег. П’ятнадцята тропічна депресія, дванадцятий шторм під назвою, восьмий ураган і шостий великий ураган тихоокеанського сезону ураганів 2023 року.

## Метеорологічна історія

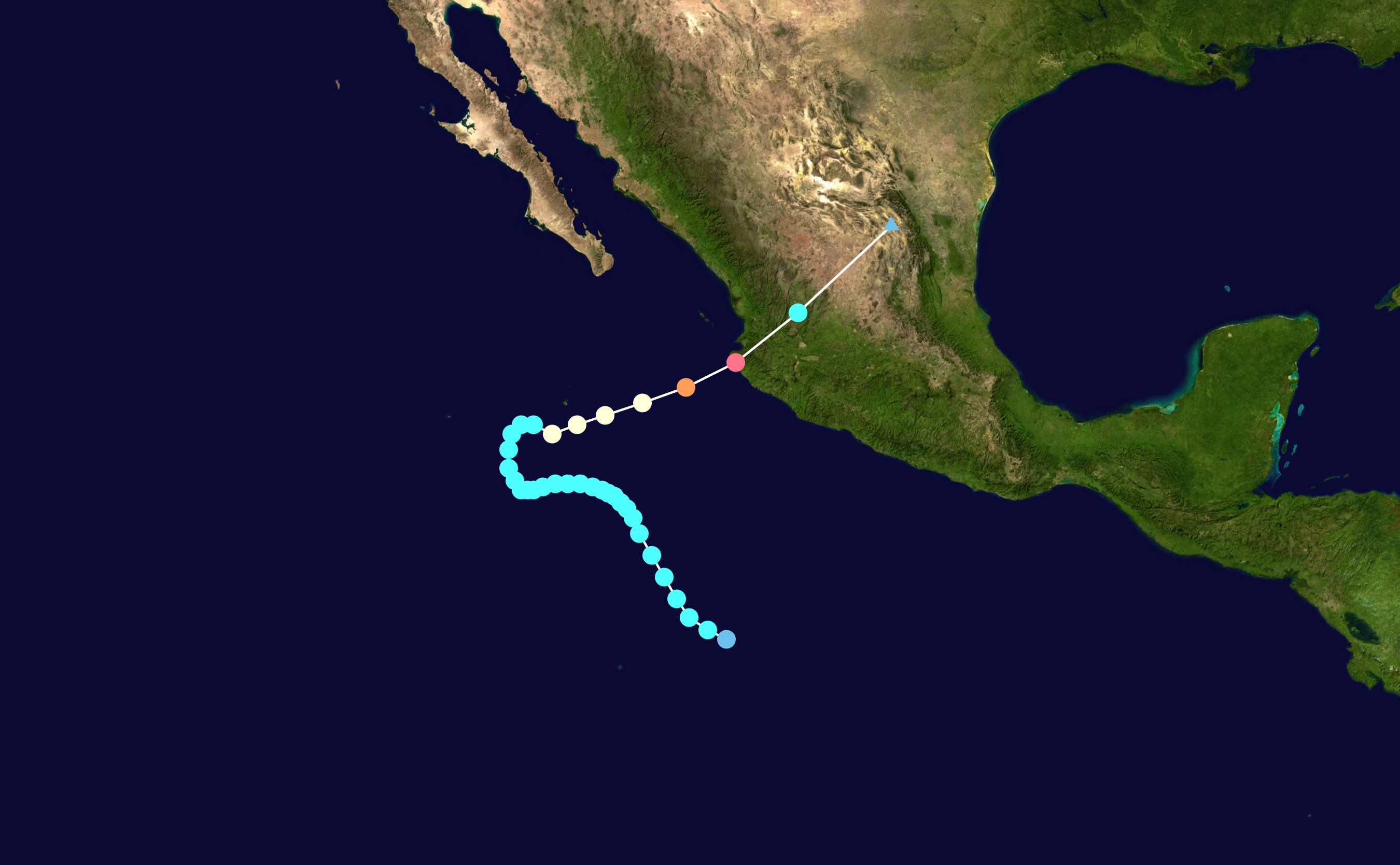
Карта шляху і інтенсивності Урагану Лідія за шкалою Саффіра–Сімпсона

28 вересня Національний ураганний центр передбачав, що зона низького тиску сформується на південь від Мексики, оцінюючи ймовірність тропічного циклогенезу в 20% протягом семи днів. Через два дні NHC підвищив потенціал розвитку до 70% – це було пов’язано з тропічною хвилею на південь від Мексики, яка спричинила зону грози, відому як конвекція. 2 жовтня конвекція стала більш концентрованою, підтримана сприятливими умовами навколишнього середовища, і розвинулася область низького тиску. О 09:00 UTC 3 жовтня NHC ініціював попередження щодо тропічного шторму Лідія через достатню організацію метеорологічної системи. До того часу грози організувалися у вигнуті дощові смуги, а область низького тиску перетворилася на чітко визначену циркуляцію, яка створювала стійкі вітри принаймні 40 миль/год (65 км/год).
Очікувалося, що після утворення Лідія посилиться до статусу урагану протягом п'яти днів через температуру поверхні моря близько 86 °F (30 °C) і достатню вологість. Однак наявність зсуву східного вітру була раннім стримуючим фактором, який змістив конвекцію з центру. Грози продовжували пульсувати над центром, коли Лідія рухалася на північний-захід, шляхом, який керував хребтом над Мексикою. Незважаючи на зсув вітру, Лідія змогла продовжити посилення. До 6 жовтня шторм повернувся на захід, оскільки циркуляція стала тісніше узгоджуватися з найглибшою конвекцією, ознакою назрівання тропічного циклону. Пізніше того ж дня зсув вітру майже оголив центр від грози, хоча інтенсивність зросла трохи нижче ураганної сили або швидкості вітру 74 милі/год (118 км/год). До того часу моделі ураганів мали суперечливі симуляції що до майбутнього Лідії. У найближчому майбутньому шторму існував консенсус, що западина середніх широт спрямує шторм на північ. Деякі комп’ютерні моделі передбачали, що зсув вітру залишатиметься достатньо сильним, щоб послабити шторм, тоді як інші передбачали, що Лідія посилиться, коли він рухатиметься до західного узбережжя Мексики.
7 жовтня Лідія почала свій передбачуваний поворот на північ. Зсув вітру продовжував впливати, існувала невизначеність у майбутньому шторму. Того дня прогноз NHC передбачав прихід урагану до мексиканського штату Наярит. До 8 жовтня структура Лідії стала більш організованою, з центром під найглибшою конвекцією та формуванням ока. Циркуляції нижнього та середнього рівнів були зміщені, тоді як вторгнення більш сухого повітря завадило більш миттєвій інтенсифікації. 9 жовтня Лідія почала свій поворот на північний-схід під впливом прогину середнього рівня, який наближався, що забезпечувало більш сприятливу підтримку для верхнього рівня. Одночасно конвекція посилилася над центром, сигналізуючи про початок тенденції до посилення, яка як очікується, NHC триватиме до узбережжя.

Супутниковий знімок Лідії, яка виходить на сушу в західній Мексиці

Пізно ввечері 9 жовтня «Мисливці за ураганами» влетіли в Лідію, спостерігаючи розвиток внутрішнього ядра циклону з центральним барометричним тиском 985 мбар (29,1 дюйма рт. ст.). Вранці 10 жовтня шторм посилився в ураган, коли він знаходився приблизно в 365 милях (590 км) на південний-захід від Пуерто-Вальярта. Коли «Лідія» наближалася до мексиканського узбережжя, у неї з’явилася очна стінка, яка посилилася до 2 категорії за шкалою Саффіра-Сімпсона. До 21:30 UTC 10 жовтня він швидко посилився до урагану 4 категорії, досягнувши берега через дві години біля Лас-Пенітас у мексиканському штаті Халіско, на південь від Пуерто-Вальярта, з вітром 140 миль/год ( 220 км/год). На той час очна стінка очищалася на супутникових знімках. Опинившись над землею, Лідія швидко ослабла над гірською місцевістю західної Мексики. Око швидко розсіялось, і конвекція зменшилась. До 09:00 UTC 11 жовтня шторм втратив чітко визначений центр менш ніж через десять годин після виходу на сушу. Залишки Лідії продовжували рухатися на північний-схід через північну Мексику, створюючи велику площу опадів.

## Підготовка та вплив
У Мексиці закриті школи в 23 муніципалітетах.
Одна людина загинула в Пунта-Міта після того, як сильний вітер, спричинений Лідією, повалив дерево на фургон, а інший потонув у вирощеній річці. 12 рейсів було скасовано в аеропорту Пуерто-Вальярта, і аеропорт був закритий 11 жовтня. Численні дерева були вирвані з корінням, деякі з яких заблокували федеральну трасу 200, і 136 людей перебували в укриттях. Було відкрито 23 тимчасові притулки, а солдатів було направлено в Наярит для рятувальних робіт. [31] Кілька річок які розлилися, затопивши будинки та змусивши закрити лікарню в Аутлан-де-Наварро.